# Neosiphonia superstes
Neosiphonia superstes är en svampdjursart som beskrevs av William Johnson Sollas 1888. Neosiphonia superstes ingår i släktet Neosiphonia och familjen Phymatellidae. Inga underarter finns listade i Catalogue of Life.